# Cuguron
Cuguron – miejscowość i gmina we Francji, w regionie Oksytania, w departamencie Górna Garonna.
Według danych na rok 1990 gminę zamieszkiwało 179 osób, a gęstość zaludnienia wynosiła 25 osób/km² (wśród 3020 gmin regionu Midi-Pireneje Cuguron plasuje się na 884. miejscu pod względem liczby ludności, natomiast pod względem powierzchni na miejscu 1313.).